# Lay-Saint-Remy
Lay-Saint-Remy är en kommun i departementet Meurthe-et-Moselle i regionen Grand Est (tidigare regionen Lorraine) i nordöstra Frankrike. Kommunen ligger i kantonen Toul-Nord som tillhör arrondissementet Toul. År 2022 hade Lay-Saint-Remy 339 invånare.

## Befolkningsutveckling
Antalet invånare i kommunen Lay-Saint-Remy
| Referens: INSEE |